# Falkenbergs distrikt
Falkenbergs distrikt är ett distrikt i Falkenbergs kommun och Hallands län. 
Distriktet ligger omkring Falkenberg. 

## Tidigare administrativ tillhörighet
Distriktet inrättades 2016 och utgörs av en del av området som Falkenbergs stad omfattade till 1971, delen som staden utgjorde före 1952.
Området motsvarar den omfattning Falkenbergs församling hade vid årsskiftet 1999/2000.